# 若おかみは小学生! (映画)
『若おかみは小学生！』（わかおかみはしょうがくせい）は、令丈ヒロ子による同名の小説を原作とした劇場アニメーション映画。2018年9月21日にギャガの配給により公開された。
テレビアニメと同名タイトルのうえ、放送中の上映開始ではあるが、テレビアニメとは繋がりのない一作完結の独立したアニメ映画となっている。

## あらすじ
原作と異なる部分を中心に記載。
梅の香神社で行われた神楽を見物した帰り道の高速道路で、おっこ一家は対向車線を越えてきた大型トラックに衝突し、無傷で放り出されたおっこは空に色黒の男の子の幻を見る。春の屋旅館に引っ越してきたおっこは、クモやトカゲ、ヤモリの襲来に洗礼を受ける。それを笑ったユーレイ、ウリ坊がおっこには見えるのだが、初めて会った気がしない。エツコさんや康さんに紹介されたおっこの元にウリ坊が若おかみの話を持ち出し、おっこがその返事を口にしたことで、周囲はおっこが若おかみになる決意をしたと勘違いし、なりゆきで若おかみ修業が始まる。東京のマンションで寝ている父母に会う夢を見た翌朝、おっこは開かずの間の奥にあった鈴の封印を知らずのうちに解き、その鈴のそばにあったアルバムをきっかけに祖母、峰子からウリ坊の話を聞いて、ウリ坊が峰子、そして自分の命の恩人と知る。
4月下旬の転校の日、おっこはクラスで自分を睨む「ピンクのふりふり」を着た少女に会う。彼女は偉人の格言を引用して話をする秋好旅館の跡取り娘、秋野真月で、物怖じしない対応をしたおっこと対立し、教室から出ていく。残されたおっこのそばに、ウリ坊とは別の少女の姿をした幽霊が現れ、おっこの顔に落書きをして去る。
チェックイン後、客室で喧嘩したあかねにその後おっこが謝りに行くと、あかねからケーキのリクエストをされる。温泉街のケーキ店はどこも閉まっていたが、その時目にしたカラオケカフェ＆スナック フレンズのママさんの顔を見てプリンを作ることを思いつく。作られた"露天風呂プリン"をはじめは口にしなかったあかねだが、彼がひねくれ塞ぎこんでいる理由だった亡き母に供え、一緒に食べて悲しみを浄化する。あかねはおっこに感謝の意を伝え、学校に行くことを決意し帰ってゆく。
翌日、少女のユーレイにされた顔の落書きを消したあとお使いにでたおっこは、秋好旅館が鯉のぼりを花の湯温泉の空に泳がせる現場に遭遇し、さらに少女のユーレイ、美陽に再会する。おっこのことを「バカおかみ」と言う美陽だが、春の屋旅館を気に入って居座ろうとし、さらに春の屋旅館でつまみ食いをしていた鬼、鈴鬼の存在を指摘する。おっこは鈴鬼、および美陽に、旅館の手伝いを条件に滞在を許可する。
夏、おっこは占い師の水領を接客する。水領は元気のない彼女を心配して心からのもてなしをするおっこを気に入り、自分の気晴らしとして近隣の大型ショッピングモールへおっこを同行させる。モールへ向かう車の中で大型トラックとすれ違ったおっこに交通事故のトラウマが蘇る。おっこは水領に事故の話を告白して落ち着き、モールに行く決意をする。水領は自分の本名"グローリー"を明かし、モールで次々と試着しながら自分とおっこの服を大量に購入して買い物による気晴らしを満喫する。グローリーはおっこに失恋により落ち込んでいたことを告白し、元気を取り戻して帰ってゆく。
秋、梅の香神社で神楽の練習も始まったおっこだが、ウリ坊たちが現れなくなったのが気になっていた。神田幸水が雑誌に書いた紹介記事がきっかけで春の屋旅館は繁盛するが、神楽の練習が捗らないおっこに、神楽のパートナーである真月は苛立ち、"（老人と小学生がもてなし役で）客に気を使わせる旅館は長続きしない"と苦言を呈して大喧嘩になる。その夜、木瀬一家が春の屋に泊まりに来る。一家の一人息子、翔太がいじめていたトカゲをそっと逃し、おっこは一家を出迎える。一家のお父さん、文太は長期入院後の春の屋滞在だったが、リクエストを受けて作られた料理を病院食と変わらない、と食べようとしない。おっこは逡巡した末秋好旅館に向かい、真月に相談する。真月は滞在客に対するおっこの真摯な気持ちを感じ、資料と貴重な"花の湯牛"を持たせて力を貸す。その帰り道、鈴鬼が現れ、おっこにウリ坊たちとの別れの日を告げる。
改良された食事に文太は満足し、入院の経緯である春先の交通事故のことを話し始め、文太が巻き込まれたとはいえおっこ一家の直接の加害者にあたるトラック運転手であることがわかってしまう。その話に対応するようにこれまで夢の中でおっこを慰めてきた両親の幻がおっこに別れを告げ、おっこはそれらに衝撃を受ける。部屋を飛び出した廊下にはウリ坊たちもいたが、おっこにはそれが見えず、ウリ坊たちを探して旅館をさまよい、心配の予感で春の屋に来たグローリーに再会する。グローリーに慰められおっこは落ち着くが、そこに秋好旅館の車が、木瀬一家を迎えに来る。文太は織子のいる旅館にはいられないと、直前に気がついた峰子の手配した秋好旅館に移るつもりだったが、翔太が春の屋を離れるのを嫌がっていた。おっこは、自分は"（織子ではなく）春の屋旅館の若おかみ"であると宣言し、生前の両親や峰子がいつも話していた"花の湯温泉のお湯は誰も拒まない"という言葉を使って、木瀬一家を春の屋旅館に留める。木瀬一家を迎えに来た真月もおっこのことを認めて去る。
そして春、梅の香神社の神楽の日、おっこと真月は源泉に入り、お清めをする。真月は自分が生まれる前に亡くなった姉の話をし、姉のユーレイに何度も励まされたと明かして少し泣く。2人が神楽を踊っているところに、ウリ坊たちも踊りに加わる。ウリ坊たちは、生まれかわっておっこに会いに来ると話し、以前見せたような花の雨の幻を降らせて消える。

## 登場人物
- 関織子（せき おりこ） / おっこ - 小林星蘭
- 立売誠（たてうり まこと） / ウリ坊 - 松田颯水
- 秋野真月（あきの まつき） - 水樹奈々
- 関峰子（せき みねこ） / おばあちゃん - 一龍斎春水
- 田島エツ子（たじま エツこ） / エツコさん - 一龍斎貞友
- 蓑田康之介（みのだ こうのすけ） / 康さん - てらそままさき
- 鈴鬼（すずき） - 小桜エツコ
- 秋野美陽（あきの みよ） - 遠藤璃菜
- おっこの父親 - 薬丸裕英
- おっこの母親 - 鈴木杏樹
- 神田幸水（かんだ こうすい） - 設楽統
- 神田あかね（かんだ あかね） - 小松未可子
- グローリー水領（グローリー すいりょう） - ホラン千秋

### オリジナルキャラクター
木瀬文太（きせ ぶんた）
声 - 山寺宏一
妻子を伴って横浜から訪れた客。事故による後遺症で食事制限を受けており病院食と同じような料理に不満を漏らす。
実は、おっこの両親が死亡した事故で、ぶつかってきた大型トラックの運転手であった（ただし別の事故に巻き込まれた結果だったため、刑事責任には問われなかった）。自身も意識不明の状態が数か月続き、妻の寅子曰く最初はダメかと考えてたほど。その事故で腎臓を摘出しており、右足が不自由になったためロフストランドクラッチを使っている。自分が起こした事故で亡くした夫婦の娘がおっこだと知り、それを聞いてパニックになった姿を見て居づらさを感じ峰子の手配で秋好旅館に移ろうとしたものの、おっこからこのまま泊まるよう嘆願された。
木瀬翔太（きせ しょうた）
声 - 田中誠人
文太の息子。5歳。
旅館の前にいたトカゲに石を投げつけようとするが美陽の力で石が宙に浮くことを見て不思議がる。文太が事故で亡くした相手夫婦の娘がおっこだと知り、一家が秋好旅館へ移ろうとしたときは頑なに春の屋に残ると言い、おっこに「ここにいてもいい？」と聞いた。
木瀬寅子（きせ とらこ）
声 - 折笠富美子
文太の妻。

## スタッフ
（出典：）
- 原作：令丈ヒロ子・亜沙美（絵）『若おかみは小学生!』シリーズ（講談社青い鳥文庫）
- 監督 / 絵コンテ / 演出：高坂希太郎
- 脚本：吉田玲子
- 音楽：鈴木慶一
- 主題歌：藤原さくら「また明日」（SPEEDSTAR RECORDS）
- 挿入歌：小林星蘭「ジンカンバンジージャンプ!」
- エグゼクティブプロデューサー：紙谷零、松下卓也、廣部琢之、百武弘二、山田昇、麻生一宏、小金沢剛康
- プロデューサー：齋藤雅弘、五味秀晴、湯ノ口智樹、和田慎之介、横山和宏、飯塚彩、Michele Zee、石黒達也、豊田智紀、阿部正彦
- 美術設定：矢内京子
- 作画監督：廣田俊輔
- 美術監督：渡邊洋一
- 色彩設計：中内照美
- CG監督：設楽友久
- 撮影監督・VFXスーパーバイザー：加藤道哉
- 編集：瀬山武司
- 音響監督：三間雅文
- 音響効果：倉橋静男、西佐和子
- 配給：ギャガ
- アニメーション制作：DLE、マッドハウス
- 製作：「若おかみは小学生!」製作委員会（DLE、講談社、テレビ東京、ギャガ、AT-X、ナダ・ホールディングス、NAS、マッドハウス、イオンエンターテイメント）

## 制作
制作会社はテレビアニメ版と同じであるが、監督以下スタッフと一部のキャスト（項目「登場人物」参照）が異なっている。映画の監督の高坂希太郎は最初、テレビシリーズの監督を務めた谷東からアニメ化のためのイメージキャラクターを依頼されて参加することになった。原作は非常に人気のある作品ではあったが、発売開始から少し時間が経っているという所もあったので、映像化自体を盛り上げようと、製作者側は劇場版とテレビシリーズの企画をセットで動かしていた。その後、劇場版の制作が先行してスタートし、高坂に監督の依頼をすることになった。その段階ですでにテレビシリーズの話もあったが、具体的にどうするかはまだ決まっていなかったので、高坂への要望は映画は独立した一本として作って欲しいというものだった。また一年後に企画がスタートしたテレビのスタッフにも、劇場版につなげるなど考えずに、テレビシリーズとして割り切ったものを作っていこうという方針が伝えられた。高坂は、谷がテレビアニメの監督をやると聞いて応援していたところ、自身が映画の方の監督を依頼されて先に作ることになり、驚いたという。制作はマッドハウスが劇場版とテレビシリーズの両方を担当しているが、それぞれ違うチームで作っているので、映画とテレビシリーズで監督の解釈により展開の異なる作品となっている。
映画内で物語の始動から完結までを描くため、原作の中から選抜されたエピソードが使用され、独自のエピソードも追加の上で、それらを融合してストーリーが組み立てられた。特に、織子の成長を描くという観点から、両親の死についてはより踏み込んだ描写がなされている。登場人物の設定も見直され、オリジナルキャラクターが登場するほか、一部は原作やテレビシリーズでは別々の登場人物が担ったエピソードを一人の登場人物が兼ねている個所も存在する。
制作に際しては花の湯温泉のイメージのモデルとして、原作でもモデルとされた有馬温泉でロケハンがおこなわれた（ただし、作中の設定上のロケーションは「伊豆付近」とされている）。また舞台となる春の屋旅館は、京都市左京区花脊にある「美山荘」に取材をおこない、その結果が取り入れられている。監督の高坂によると、訪問経験のある宮崎駿から評判を聞いていたという。秋好旅館は桑名市の長島温泉にある「ホテル花水木」が参考とされた。このほか、能登半島にある有名旅館の女将の著書も参考にしている。

## 興行

### プレミア上映
本作は、第42回アヌシー国際アニメーション映画祭の長編コンペティション部門出品作であり、同映画祭での2018年6月14日における上映が本作のワールドプレミア（世界初上映）となった。
このときに上映されたものは、公開版よりも前のバージョンであり、ショッピングモールでのファッションショーで着る服のデザインなどに違いがあるという。
日本国内では、2018年8月12日に東京都内で試写会が行われた。

### フランス
日本での公開に先立ち、2018年9月12日にフランスで公開された。仏題は『オッコ・エ・レ・ファントム ／ Okko et les fantomes』（おっこと幽霊たち）。本作の英題は『オッコズ・イン ／ Okko's Inn』（おっこの宿）であるが、フランスにはOkko Hotelsというホテルチェーンが実在するため、混同を避けるための変更であるという。ギャガの国際セールス部門のTwitterによると、本作のフランス興行は91館でスタートし、13週後も上映が継続しているという。

### 日本
日本では2018年9月21日に初動247館で公開された。2018年9月第4週公開映画の初日満足ランキングでは、「FILMAGA」の調査では1位、「ぴあ」の調査では2位を獲得した。一方で、9月22、23日の週末興行収入は3489万円、週末興行収入ランキングでは第12位であり、公開1週目でメイン館での上映が打ち切られた。映画ジャーナリストの大高宏雄によれば、初動から予測される最終興収は1億円程であり、あまりの興行成績の低さに配給関係者も愕然としたという。初動の低迷の原因について、大高は、原作の完結から歳月を経ていることから親子連れ層を動員できなかったと分析している。一方で、DLEのプロデューサーの齋藤雅弘は「タイトルに小学生と入っていること、原作挿絵に忠実なビジュアルとしたことで、メインターゲットとした小学生以外の客層を排除する雰囲気になった」「映画の宣伝のために企画したテレビシリーズの存在が、事前に見ていないと作品を理解できないのではないかと誤解された」「公開初日が金曜日であったためメインターゲットである子供が動けなかった」と分析している。
ところが、映画のツイート数ランキングにて、本作が翌週（9月第5週）と翌々週（10月第1週）の2週連続で1位になり、スタート時に客が入らなかった作品がTwitter上では最も多く情報が飛び交うという結果になった。大高によると、公開2週目半ばごろから興行に異変が起こったという。都内のある映画館では、スタート時に客入りが悪かったために上映回数を減らしたが、2週目半ばから客入りが大幅に良くなったため、座席数の多いスクリーンに格上げした。公開3週目の10月7日と8日には、それぞれ前週比132%、174%の興収を記録した。新宿バルト9では10月7日から急遽上映回数を増やし、前週の10倍以上の興収を記録したという。齋藤によれば、新海誠がTwitterで言及したり、FRIDAYデジタルが「異例の興行」として報じた記事がYahoo! Japanに転載されたことが、インターネット上での評判の拡大に火を付けたという 。10月15日には、初週で上映を打ち切ったTOHOシネマズ日比谷・新宿・上野での再上映と、全国11館のTOHOシネマズでの追加上映が決定した。
ギャガの調査によると、この時点での客層は、65対35で男性客が多く、30代以上は大半が男性であり、都心部では夕方以降は20代から50代の男性一人客が半数以上を占めたといい、齋藤は「想定していたファン層とは180度違う客層に支持されたことはかなりの驚きだった」と語っている。
4週目、5週目になると、週末興収はそれぞれ前週比で91%、82%に留まった。しかし普通の作品に比べると非常に低い下落率であり、公開から3ヶ月以上経つ2018年12月28日現在も上映が続き、興行収入は3億円を超えたという。

### 北米
北米での配給権はGKIDSが取得、2019年4月に劇場公開された。同年7月2日には映像ソフトの発売およびデジタルダウンロード販売が開始された。

## 評価
- 映画監督の新海誠は「巧みで自然な演出で、幾度も笑わされ、何度か泣かされた。アニメーションとしても技術的に見所だらけで、物語としても素敵だった。まだ終わってほしくない、もっとこの主人公を見ていたいと思った。」と自身のTwitterで評価した[39]。
- 漫画家の田中圭一は、「構成がみごとで、90分に30分×26話くらいの内容が詰まっている。このみごとさは劇場版『エースをねらえ!』に匹敵する。」と自身のTwitterで述べた[40]。
- 「アミューあつぎ映画.comシネマ」の元支配人であるライターの杉本穂高は「素晴らしい映画だ。快活で、情緒豊かで、含蓄がある。少女の通過儀礼というありふれた物語設定から、『森羅万象に神が宿る』とする神道的な精神性に加え、仏教の無我の境地まで描く離れ業をやってのけている。一流の職人たちの丁寧な技術も堪能できる、極上の映画体験である。」と評価した[41]。
- 映画監督で映画評論家の樋口尚文は、「設定とシナリオを考えぬき、アニメ的自在さを自制しつつ着実に物語を組み立て、その果てにほんのひとときアニメ的な歌を唄うような、まことに見事な『ドラマ作品』であり、その丁寧さと的確さは、多くの実写映画が範とすべきレベルのものである。アニメ作品という枠を超えて今年観たさまざまな日本映画のなかでも突出した傑作。」と評価した[42]。
- 映画評論家としても活動するラッパーの宇多丸は、是枝裕和監督の『海街diary』との物語構造の類似性を指摘しながら、「劇中の旅館・春の屋のおもてなしのように、一見地味なようで細部まで気を遣って作り上げられ、そして大変に抑制のきいた演出。だからこそ、見るものの感情と涙腺を深い部分で刺激せずにはおかない。原作を読んだ後だと、映画化に向けて話を組み立てる手際が本当に素晴らしいと感じる。見る人によっては違和感を感じるかもしれない前半部分のおっこの気丈さこそがサスペンスとして機能している。物語の主軸である、おっこが抑えていた感情を表に出して、悲しく重い現実をついに認めざるを得なくなり、その全てを受け入れた上で前に進もうとする成長プロセスが、考え抜かれたロジカルな構成で描かれている。アニメーションの枠ではなく、今年の日本映画の中でもトップクラスの文句なしの傑作。」と評価した[43]。
- シネマトゥデイは2018年に日本で公開されたすべての映画から選出するベスト20作品の第20位に本作を選出し、「料理や登場人物の表情など豊かな表現力は、スタジオジブリ作品の作画監督としても知られる高坂希太郎監督ならでは。家族愛・友情を織り交ぜたピュアなストーリーは世代や時代を問わず受け入れられ、新たな不朽の名作として映画史に名を刻んだ。」と評価した。アニメーション映画の選出は第10位の『リメンバー・ミー』と本作の2作のみである[44]。
- 第73回毎日映画コンクールは本作をアニメーション映画賞に選出した。選考では「無駄のない構成」「魅力的なキャラクター」「全般的に力量がある」などと評価された一方で、「女性キャラの描き方」「両親の事故死と加害者に対する感情」に違和感の指摘もあったという。選考委員の氷川竜介は「全20巻におよぶ膨大な物語から重要なエピソードを抽出し、登場人物の関係性や時の移ろいを巧みに織り上げ、映画としての完結性を獲得した。両親を亡くした小学校6年生が、秘めた悲しみを乗りこえる成長の物語は、少女の限られた期間だけ出会える異界の者たちというアニメーション特有の仕掛けで大衆に深い共感を呼ぶ。その公共性を高く評価する。」と講評した[45]。

### 受賞歴
| 発表年 | 賞                                     | カテゴリー等                                    | 対象               | 結果       | 備考       |
| ------ | -------------------------------------- | ----------------------------------------------- | ------------------ | ---------- | ---------- |
| 2018   | 第42回アヌシー国際アニメーション映画祭 | 長編コンペティション部門                        | 若おかみは小学生！ | ノミネート |            |
| 2018   | 第20回富川国際アニメーション映画祭     | 長編コンペティション部門 優秀賞・観客賞         | 若おかみは小学生！ | 受賞       | [ 注釈 4 ] |
| 2018   | 第43回報知映画賞                       | アニメ作品賞                                    | 若おかみは小学生！ | ノミネート |            |
| 2019   | 第73回毎日映画コンクール               | アニメーション映画賞                            | 若おかみは小学生！ | 受賞       |            |
| 2019   | 第42回日本アカデミー賞                 | 優秀アニメーション作品賞                        | 若おかみは小学生！ | 受賞       |            |
| 2019   | 第22回文化庁メディア芸術祭             | アニメーション部門優秀賞                        | 若おかみは小学生！ | 受賞       |            |
| 2019   | 第18回メクネス国際アニメーション映画祭 | 長編コンペティション部門 観客賞(public’s prize) | 若おかみは小学生！ | 受賞       |            |
| 2019   | 第28回日本映画批評家大賞               | アニメーション作品賞                            | 若おかみは小学生！ | 受賞       |            |
| 2020   | 第47回アニー賞                         | 長編インディペンデント作品賞                    | 若おかみは小学生！ | ノミネート |            |

### 公的評価
- 文部科学省選定（対象：少年向き、家庭向き）[55]

## 関連商品

### 書籍
- ノベライズ[注釈 5]
  - 小説 若おかみは小学生! 劇場版（講談社、2018年8月10日） ISBN 9784065128794 (講談社文庫)
  - 若おかみは小学生! 映画ノベライズ（講談社、2018年8月9日） ISBN 9784065127087 (青い鳥文庫)
- テレビ絵本[注釈 6]
  - 講談社アニメ絵本 若おかみは小学生!（講談社、2018年8月23日） ISBN 9784065123676
  - ゴールド絵本 若おかみは小学生!（講談社、2018年8月23日） ISBN 9784065126837
- 設定資料等
  - 若おかみは小学生! アートブック （一迅社、2019年2月14日） ISBN 9784758016308
  - 劇場版「若おかみは小学生！」絵コンテ　高坂希太郎（メディア・パル、2019年2月26日） ISBN 9784802131407
- 雑誌特集記事
  - Febri Vol.52 （一迅社、2018年12月13日）
  - アニメスタイル014 （メディア・パル、2019年2月25日）

### 映像ソフト
- Blu-ray / DVD通常版（ギャガ、2019年3月29日発売）[58]
- Blu-rayコレクターズエディション（ギャガ、2019年3月29日発売）[58]

対談やスタッフインタビューなどを収録したブックレット、原画ポストカード、トーク集、絵コンテ未公開シーン集などの特典が収められる。
- Blu-rayコンプリートエディション（ギャガ、2019年4月上旬発送 完全受注限定品）

コレクターズエディションの内容に加え、劇場版の絵コンテとテレビアニメ版全24話を収録したBlu-ray（BD）を同梱する（テレビアニメ版BDの詳細はテレビアニメ版DVD / BDの節を参照）。

### 音楽ソフト
- 劇場版『若おかみは小学生！』オリジナルサウンドトラック（ビクターエンタテインメント、2019年3月27日発売）[59][60]

鈴木慶一による劇中音楽のほか、藤原さくらによる主題歌「また明日」、小林星蘭による挿入歌「ジンカンバンジー ジャンプ!」など計37曲を収録。

## コラボレーション
2018年8月15日から9月24日の期間に東京都交通局・都営バスにて「都バス✕映画『若おかみは小学生！』夏の思い出 都心のバス旅 プレゼントキャンペーン」を実施。クイズ回答の応募で抽選形式での景品プレゼントの形式となっている。
2018年9月、10月の東京ガス料理教室で、劇場版「若おかみは小学生！」とコラボした特別料理教室が実施された。「劇場版『若おかみは小学生！』特別タイアップ教室〜劇中に登場する『露天風呂プリン』をつくろう！〜」と題して、4歳から小学2年生までの子供とその親を対象とした「親子クラス」と、小学3年生から6年生までの子供を対象とした「子どもクラス」が設けられ、「露天風呂プリン」をはじめ3種類の料理を調理した。
2018年12月4日より、江戸東京博物館のレストランカフェ「桜茶寮」にて、コラボカフェを開催。コラボメニュー、関連グッズの販売、作品の展示などを2018年12月24日まで実施。

## テレビ放送
| 回 | 放送日        | 放送時間（JST）        | 放送局           | 視聴率 | 備考         | 出典          |
| -- | ------------- | ---------------------- | ---------------- | ------ | ------------ | ------------- |
| 1  | 2020年5月16日 | 土曜 15:25 - 17:00     | NHK Eテレ        | 1.6％  | 地上波初放送 | [ 64 ] [ 65 ] |
| 2  | 2020年8月9日  | 日曜 23:20 - 月曜 0:55 | NHK BSプレミアム |        | 再放送       | [ 66 ]        |

- 視聴率はビデオリサーチ調べ、関東地区・世帯・リアルタイム。